# Savanna (Oklahoma)
Savanna è una città nella Contea di Pittsburg, Oklahoma, .
Ha un'area di circa 3.6 km2 e una popolazione di 730 abitanti (secondo il censimento del 2000).